# Eisenbahnunfall von Michigan City
Der Eisenbahnunfall von Michigan City war ein Auffahrunfall der beiden Zugteile des Empire Builder am 9. August 1945 in Michigan City, North Dakota, USA. 34 Menschen starben.

## Ausgangslage
Der Empire Builder, Zug Nr. 1 der Great Northern Railway, wurde an diesem Tag wegen starker Belegung in zwei Teilen gefahren, die unter den Bezeichnungen „First 1“ und „Second 1“ verkehrten. Beide Züge wurden von Dampflokomotiven der Baureihe GN S-2 (2-4-2) gezogen. Die Züge verließen den Bahnhof St. Paul Union Depot in Saint Paul, Minnesota, in einem Abstand von 20 Minuten. Im vorderen Zug reisten 237 Fahrgäste in 11 Wagen, überwiegend Schlafwagen. Der zweite Zug führte ebenfalls 11 Wagen, überwiegend aber Sitzwagen; daher befanden sich zwischen 600 und 700 Reisende an Bord. Beide Züge waren überwiegend mit Militärangehörigen oder Familien von Soldaten belegt.
Bis Fargo war die Strecke mit Streckenblock gesichert, anschließend mit „Zugsicherung im Zeitabstand“ gefahren. Die Fahrdienstleiter mussten in diesem Abschnitt darauf achten, dass ein folgender Zug frühestens 20 Minuten nach dem letzten Zug, der den Bahnhof verlassen hatte, abfuhr. Allerdings gab es in dem betreffenden Streckenabschnitt auf einer Entfernung von 300 km nur vier mit Personal besetzte Bahnhöfe. Als die beiden Züge den letzten besetzten Bahnhof vor der Unfallstelle passierten, betrug ihr Abstand 31 Minuten.

## Unfallhergang
Kurz hinter Niagara wurde am vorderen Zug ein Heißläufer entdeckt und er musste anhalten. Mit einem Wasserschlauch wurde eine provisorische Kühlung installiert, die im Bahnhof von Petersburg noch mal überprüft wurde. All dies kostete Zeit, während der der hintere Zug aufholte. In Michigan City musste der vordere Zug erneut halten, weil der Wasserschlauch verstopft war. Der Zug stand dort in einer flachen Kurve. Der Schaffner und ein weiterer Mitarbeiter hätten den Zug jetzt nach hinten absichern müssen, zum Beispiel durch Knallkapseln, was sie versäumten.
Während der Lokomotivführer und der Bordmechaniker das Fahrgestell mit dem Heißläufer untersuchten, hörte der Schaffner, wie sich der zweite Zug näherte. Er rief dem Heizer zu, sofort loszufahren. Ein anderer Mitarbeiter zündete noch eine Knallkapsel und rannte dem zweiten Zug entgegen. Das reichte aber nicht, um ihn noch vor dem Aufprall zum Halten zu bringen. Mit etwa 70 km/h fuhr er um 19:22 Uhr in das Ende des vorderen Zuges hinein, wobei der vordere Zug etwa 50 Meter nach vorne geschoben wurde. Der letzte Wagen des ersten Zuges war ein Kanzelwagen mit Schlafabteilen, der von der Lokomotive des auffahrenden Zuges komplett zerquetscht wurde.

## Folgen
34 Menschen starben, 309 wurden darüber hinaus verletzt. Von den 35 Reisenden, die sich in dem Kanzelwagen aufgehalten hatten, überlebten nur zwei, einer davon, weil er den sich nähernden Zug gesehen hatte und aus einem Fenster gesprungen war. Lloyd Burdick, ein ehemaliger US-amerikanischer American-Football-Spieler, war prominentes Opfer des Eisenbahnunfalls.

## Wissenswertes

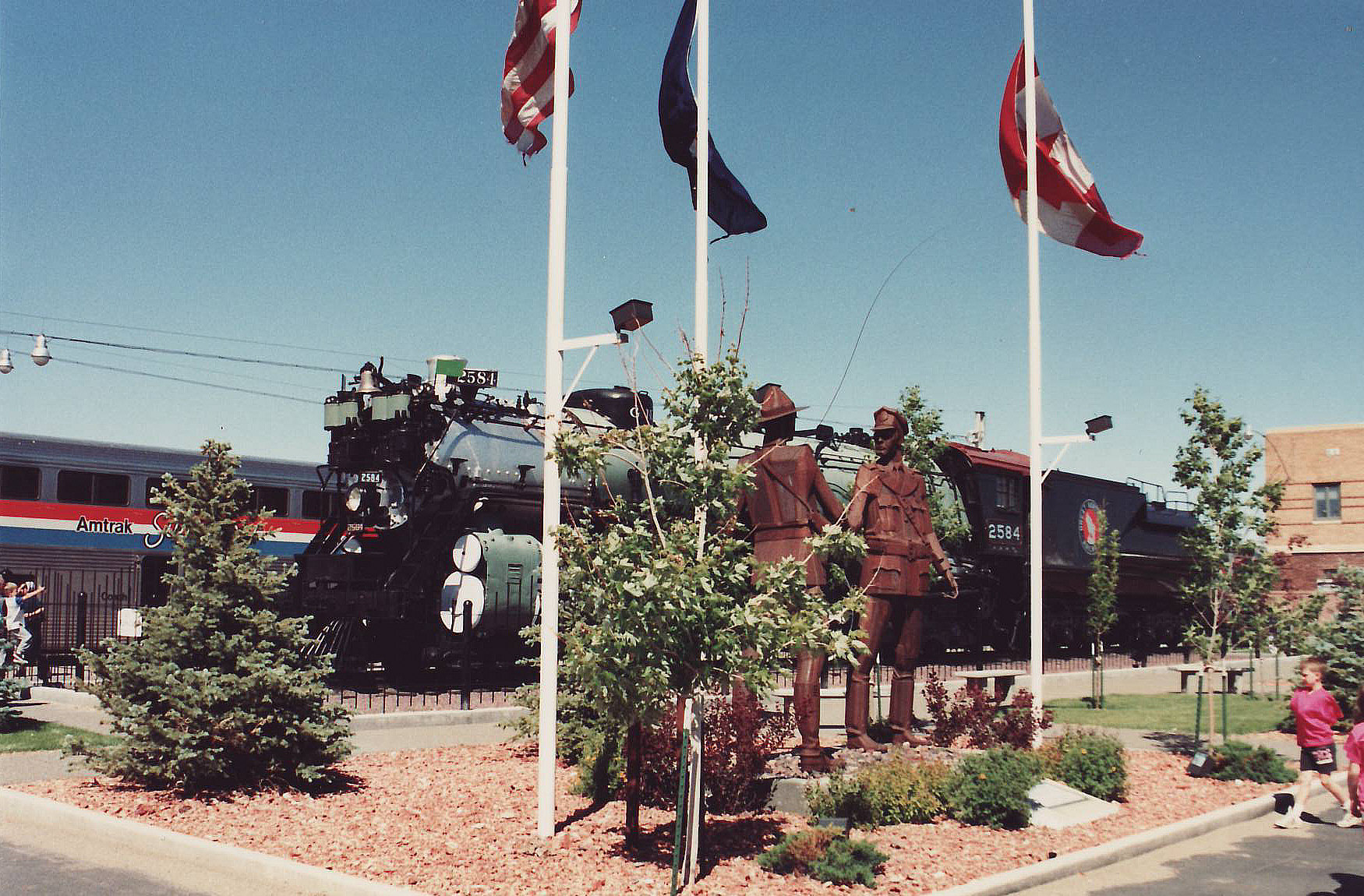
Locomotive 2584 in Havre, Montana

Die Lokomotive, die den vorderen Zug zog, Nr. 2584, ist museal erhalten. Sie steht im Bahnhof von Havre, Montana.
Der Unfall war der schwerste in der Geschichte der Great Northern Railway.